# Historia del Futuro
História do Futuro (en español, Historia del Futuro) es un libro escrito por el padre António Vieira. La obra fue iniciada en 1649, y estaba proyectada para ocupar siete libros y tratar de 59 cuestiones. Sin embargo, nunca llegó a acabarse. Se trata de una obra de perfiles utópicos, que en plena Guerra de Restauración portuguesa, revivía el mito del sebastianismo, poniéndolo en relación con el nuevo rey Juan IV de Portugal y la Casa de Braganza, vinculándolo al denominado Quinto Imperio, que presuntamente sucedería a asirios, persas, griegos y romanos en la hegemonía del mundo. Vieira identifica a Portugal como futuro líder mundial, y pronostica la futura conversión universal de herejes e infieles. La obra no sería publicada hasta 1718.
Puede considerarse que História do Futuro es la primera obra de ciencia ficción escrita en portugués.